# قطورة
قطورة، بحسب التوراة، هي الزوجة الثالثة لإبراهيم خليل الله. ولدت كتورة لإبراهيم ستة أولاد هم: زمران، يقشان، مَدْين، مَدان، يشباق وشوحا.

## اسمها
أصل اسمها عبراني ويلفظ «كتوراه» (بالعبرية: קְטוּרָה) ويعني «العطر». عُرِّب الاسم بعدة أشكال. ففي التوراة العربية هي «قطورة» (تكوين 25: 2و4). وذكر الطبري أن اسمها «قنطورة». أما الشائع في العربية فهو «قطورة».

## أصلها
التوراة تعتبر قطورة زوجة إبراهيم في سفر التكوين (25:1)، أما في سفر العدد فتعتبرها محظيته (العدد 1:32). بعض الفلاسفة اليهود يعتبرون قطورة هي نفسها هاجر، التي أنجبت له إبنه إسماعيل، وأنه اتخذها زوجته بعد وفاة سارة. وأنها استبدلت إسمها إلى «قطورة»، والتي تعني عبق البخور، كدلالة على توبتها خلال هجرها. يرفض هذه الفكرة بعض الفلاسفة اليهود مثل إبراهيم بن عزرا وموسى بن ميمون. أما في تاريخ الطبري، فسماها قطورة بنت يقطن من الكنعانيين ثم ذكر لاحقا أنها قنطورا بنت مقطور من العرب العاربة.

## ذريتها
إتفقت أكثر المراجع أن قطورة أنجبت ستة أبناء لإبراهيم. وذكر هاكوهين أن أبنائها هاجروا شرقا واصبحوا آباء الديانات الهندوسية والبوذية والشنتو. ويعتبر البعض أن أبناء كتورة الستة هم أجداد القبائل العربية التي استوطنت جنوب وشرق كنعان. وذكر الطبري أن الميدانيين الذين عاشو على الحدود بين الجزيرة العربية وبلاد الشام هم من سلالة مديان ابن قطورة. يعتبر البهائيون أن مؤسسهم من ذرية هاجر وكتورة. وفي القرن الثامن عشر، اعتقد بعض الكتاب أن قطورة هي أم الأفارقة واستعملوها كدلالة لشرح مقاربة الطقوس الأفريقية بالطقوس اليهودية.